# Pterolophia crassipes
Pterolophia crassipes es una especie de escarabajo longicornio del género Pterolophia, subfamilia Lamiinae. Fue descrita científicamente por Wiedemann en 1823.
Se distribuye por isla de Borneo, islas de la Sonda, Java, Malasia, Filipinas y Sumatra. Posee una longitud corporal de 9,5-11 milímetros.